# 格蘭迪縣 (密蘇里州)
格蘭迪縣（英語：Grundy County）位美國密蘇里州北部的一個縣。面積1,134平方公里。根据美國2000年人口普查，共有人口10,432人。縣治翠頓（Trenton）。
成立於1841年1月29日。縣名紀念代表田納西州的聯邦眾議員、聯邦參議員、司法部長菲利克斯·格蘭迪。

## 地理
根據美國的人口調查局，格蘭迪縣的面積有438平方英哩（1,134平方公哩）。其中436平方英哩（1,129平方公哩）是土地，2平方英哩（6平方公哩）是水面（約0.49%的面積）。

### 鄰接州郡
- Mercer County（位於格蘭迪縣北面）
- Sullivan County（位於格蘭迪縣東面）
- Linn County（位於格蘭迪縣東南面）
- Livingston County（位於格蘭迪縣南面）
- Daviess County（位於格蘭迪縣西南面）
- Harrison County（位於格蘭迪縣西北面）

### 主要公路
- 美國65號國道
- 6號公路
- 146號公路
- 190號公路

## 人口統計
根據2000年美國人口調查局報告顯示，格蘭迪縣的人口有10,432人，其中有4,382戶及2,887個家庭。人口密度每平方英哩住有24人，在5,102個居住單位當中每平方英哩平均密度為12戶。該縣的種族分類是97.61%是白人，0.4%是黑人或非洲裔美國人，0.35%本土美國人（印第安人），0.15%亞裔人，0.01%太平洋島嶼移民，0.5%其他種族和0.98%的人來自於兩個或多個種族。另有1.58%的人口是西班牙裔或拉丁美洲人。
在4,382個戶中27.1%有18歲以下的孩子同住，54.8%的戶口是已婚夫婦一起生活的，8%是未有丈夫的單身女性，34.1%由非家庭式的單身人士居住，30.8%的戶口為65歲或以上的獨居長者。平均每戶人口為2.3人，平均家庭大小有2.85人。
格蘭迪縣的人口年齡分佈為23.2%人口年齡在18歲以下，18到24歲有8.3%，25到44歲的有23.7%，45到64歲有24.2%，65歲或以上的是20.6%。年齡中位數為41歲。男女比例毎100位女性當中，男性的百分比是90.4。毎100位18歲或以上女性當中，男性的百分比是87.2。
在格蘭迪縣中每戶的收入中位數是$27,333美元，平均家庭收入為$34,583。 男性平均收入有$26,706，而女性的平均收入$18,043。格蘭迪縣的國民平均收入是$15,432。大約12.3%的家庭和15.8%的人口活在貧窮線下，當中的22.8%人口年齡在18歲以下，及13.3%的人口65歲或以上。